# Шарнір (теорія графів)

Приклад графу з позначеними блоками. Кожен колір відповідає блоку. Різнокольорові вершини це шарніри, отже, вони належать кільком блокам.

Шарніром (англ. articulation point) в теорії графів називається вершина графу, при видаленні якої кількість компонент зв'язності графу зростає.

## Визначення
Вершина {\displaystyle v} графу {\displaystyle G} називається шарніром, якщо підграф (граф, що містить якесь підмножина вершин даного графу) {\displaystyle G_{1}}, отриманий з графу {\displaystyle G} видаленням вершини {\displaystyle v} і всіх інцидентних їй ребер, складається з більшої кількості компонент зв'язності, ніж вихідний граф {\displaystyle G}.

Граф, що містить два шарніра (вершини 2 і 5) і три блоки (12, 2345, 56).

Ребровим аналогом шарніра є міст. Мостом називається таке ребро графу, в результаті видалення якого кількість компонент зв'язності в графі зростає.

## Алгоритм пошуку шарнірів
Ефективне вирішення завдання пошуку всіх шарнірів графу засноване на алгоритмі пошуку у глибину.
Нехай задано граф {\displaystyle G}. Через {\displaystyle Adj(v)} позначимо множину всіх вершин графу, суміжних з {\displaystyle v}. Припустимо, що ми переглянули граф в глибину, почавши з деякою довільній вершини. Занумеруємо всі вершини графу в тому порядку, в якому ми в них увійшли, і кожній вершині {\displaystyle v} підпорядкуємо відповідний номер {\displaystyle n(v)}. Якщо в вершину {\displaystyle u} ми вперше потрапили з вершини {\displaystyle v}, то вершину {\displaystyle u} будемо називати нащадком {\displaystyle v}, а {\displaystyle v} — предком {\displaystyle u}. Безліч всіх нащадків вершини {\displaystyle v} позначимо через {\displaystyle Ch(v)}. Через {\displaystyle Low(v)} позначимо мінімальний номер серед всіх вершин, суміжних з {\displaystyle v} і з тими вершинами, в які ми прийшли по шляху, що проходить через {\displaystyle v}.
Зрозуміло, що величину {\displaystyle Low(v)} можна обчислити рекурсивно, безпосередньо в процесі обходу в глибину: якщо зараз розглядається вершина {\displaystyle v}, і з неї не можна перейти в ще не відвіданих вершину (тобто потрібно повернутися до предку {\displaystyle v}, або припинити обхід, якщо {\displaystyle v} — стартова вершина), то для всіх її нащадків {\displaystyle Low} вже пораховано, а значить, і для неї можна провести відповідні обчислення за формулою
{\displaystyle Low(v)=\min \left\{\min _{x\in Ch(v)}Low(x),\min _{y\in Adj(v)/Ch(v)}n(y)\right\}.}
Знаючи величину {\displaystyle Low(v)} для всіх вершин графу, можна визначити всі його шарніри згідно з такими правилами:
1. Стартова вершина (тобто та, з якою ми почали обхід) є шарніром тоді і тільки тоді, коли у неї більше одного нащадка.
2. Вершина {\displaystyle v}, відмінна від стартової, є шарніром тоді і тільки тоді, коли у неї є нащадок u такий, що {\displaystyle Low(u)=n(v)}.

Як приклад розглянемо застосування описаного алгоритму до графу, зображеному на малюнку справа. Числа, якими позначені вершини, відповідають одному з можливих варіантів обходу в глибину. При такому порядку у кожної з вершин рівно один нащадок, за винятком вершини 6, у якій нащадків немає. Стартова вершина 1 має єдиного нащадка, отже, шарніром вона не є. Для інших вершин обчислимо значення, що цікавить нас функції:
{\displaystyle Low(6)=5,Low(5)=2,Low(4)=2,Low(3)=2,Low(2)=1}.
У вершини 2 є нащадок 3, а у 5 нащадок 6 — в обох випадках виконано шукане співвідношення {\displaystyle Low(u)=n(v)}. Отже, 2 і 5 є шарнірами. Інших шарнірів в цьому графі немає.

### Псевдокод
```
GetArticulationPoints(i, d)
    visited[i] = true
    depth[i] = d
    low[i] = d
    childCount = 0
    isArticulation = false
    for each ni in adj[i]
        if not visited[ni]
            parent[ni] = i
            GetArticulationPoints(ni, d + 1)
            childCount = childCount + 1
            if low[ni] >= depth[i]
                isArticulation = true
            low[i] = Min(low[i], low[ni])
        else if ni <> parent[i]
            low[i] = Min(low[i], depth[ni])
    if (parent[i] <> null and isArticulation) or (parent[i] == null and childCount > 1)
        Output i as articulation point

```